# Dienis Smysłow
Dienis Smysłow (ros. Денис Смыслов, ur. 5 stycznia 1979 w Leningradzie) – rosyjski kolarz torowy, brązowy medalista mistrzostw świata.

## Kariera
Największym sukcesem w karierze Denisa Smysłowa jest zdobycie wspólnie z Aleksiejem Markowem, Eduardem Gricunem i Władisławem Borisowem brązowego medalu w drużynowym wyścigu na dochodzenie podczas mistrzostw świata w Berlinie w 1999 roku. W tej samej konkurencji zajął ósme miejsce na igrzyskach olimpijskich w Sydney w 2000 roku oraz zwyciężył w zawodach Pucharu Świata w Moskwie w 2002 roku.